# Tsugumi
Tsugumi é um romance da autora japonesa Banana Yoshimoto, publicado originalmente em 1988. O livro rendeu à autora o prêmio Yamamoto Shūgorō. A história foi adaptada para o cinema por Jun Ichikawa, em 1990. O livro foi lançado no Brasil, com tradução direta do japonês, pela Editora Estação Liberdade (2015).